# Said Daftari
Mohammad Said Daftari (* 26. November 1982 in Bergisch Gladbach, Deutschland) ist ein ehemaliger afghanischer Fußballnationalspieler. Er besitzt die deutsche Staatsangehörigkeit.

## Karriere

### Verein

#### Karriere in Deutschland
Der Mittelfeldspieler begann seine Karriere in der Jugend des SV Union Rösrath und wechselte schon bald in die Jugendabteilung des SC Freiburg. Nach einem Umzug von Freiburg nach Mönchengladbach spieler der früherische südbadische Auswahlspieler bei Borussia Mönchengladbach. Sein erster Seniorenverein war der damalige Oberligist FC Wegberg-Beeck. Im Anschluss spielte er bei PSI Yurdumspor Köln, VfB Speldorf und KFC Uerdingen 05 in der Oberliga. Zur Saison 2008/09 schloss er sich dem NRW-Ligisten SSVg Velbert an. Ein Jahr später wechselte er zur zweiten Mannschaft vom Wuppertaler SV Borussia, die er zeitweise als Kapitän anführte.

#### Karriere in Finnland
Seit August 2011 spielt er beim finnischen Zweitligisten Kokkolan Palloveikot. Sein Debüt gab Daftari am 14. August 2011 (18. Spieltag) bei der 2:3-Niederlage gegen Oulun Palloseura. Danach spielte er regelmäßig in insgesamt sechs Spielen. Allerdings kam er nach dem Abstieg in die dritte finnische Liga 2012 nicht mehr zum Einsatz, woraufhin er sein Engagement in Finnland beendete.

#### Rückkehr nach Deutschland
Nach über zweijähriger Vereinslosigkeit schloss er sich im März 2014 den 1. FC Mönchengladbach an, der in der Landesliga Niederrhein spielt. Der Wechsel kam auch durch seinen Bruder Khaled, der dort als Co-Trainer fungiert, zustande. 2015 wurde er mit den Mönchengladbachern Landesligameister und stieg in die Oberliga Niederrhein auf. Dort absolvierte er in der folgenden Spielzeit noch acht Ligapartien und beendete dann im Sommer 2016 mit 34 Jahren seine aktive Karriere.

### Nationalmannschaft
Sein größter sportlicher Erfolg war die Einladung in die Nationalmannschaft Afghanistans, das Heimatland seiner Eltern. Bei der Südasienmeisterschaft 2008 bestritt er drei Länderspiele und schoss ein Tor, seine Mannschaft schied aber schon in der Gruppenphase aus.